# Benedek János (súlyemelő)
Benedek János (Kiskunmajsa, 1944. november 20. –) magyar súlyemelő, edző.

## Pályafutása

### Súlyemelőként
Alacsony (159 cm), arányos testi felépítésű (60 kg), erős izomzata biztosította, hogy kiemelkedő súlyemelő sportoló lehessen. Sportegyesülete az Oroszlányi Bányász Sportkör volt.

#### Kiemelkedő eredményei

##### Olimpia
Mexikóban rendezték a XIX. 1968. évi nyári olimpiai játékok olimpiai  súlyemelő tornát, ahol a 10. (nyomás: 115 kg, szakítás: 105 kg, lökés: 135 kg, összetett: 355 kg) helyen végzett.
Német Szövetségi Köztársaságban, Münchenben rendezték a XX., az 1972. évi nyári olimpiai játékok súlyemelő tornát, ahol pehelysúly összetettben (nyomás: 125 kg, szakítás: 120 kg, lökés: 145 kg, összetett: 390 kg) bronzérmes lett.

##### Világbajnokság
1970-ben lökésben bronzérmes (147,5 kg).
1972-ben összetettben bronzérmes (390 kg).
1973-ban szakításban aranyérmes (122,5 kg).

##### Európa-bajnokság
1969-ben összetettben bronzérmes (380 kg).
1970-ben összetettben bronzérmes (375 kg).
1971-ben összetettben bronzérmes (390 kg).
1973-ban összetettben bronzérmes (267,5 kg).

### Edzőként
1978 és 1981 között Orvos András mellett a súlyemelő válogatott másod-, majd később az Oroszlányi Bányász Sportkör és Tatai Honvéd AC edzője.